# 1950 en astronomie
Cet article présente les faits marquants de l'année 1950 en astronomie.

## Évènements
- 13 janvier : dans un article publié dans le Bulletin of the Astronomical Institutes of the Netherlands, l'astronome néerlandais Jan Oort formule l'hypothèse de l'existence du nuage de Oort[1].

## Prix
- Prix Jules-Janssen (astronomie) : André Danjon
- Médaille Bruce (Astronomie) : Alfred Harrison Joy

## Naissances
- 28 janvier : David C. Hilmers, astronaute américain.
- 25 mai : Richard Ellis, astronome britannique.
- 7 juillet : Yuji Hyakutake (mort en 2002), astronome amateur japonais.
- 24 août : Marc Aaronson (mort en 1987), astronome américain.
- Makio Akiyama, astronome japonais.
- Dennis di Cicco, astronome amateur américain.
- J. Richard Fisher, astronome américain.
- Michael C. Malin, astronome américain.
- Jean Mueller, astronome américaine.
- Kenzo Suzuki, astronome japonais.
- Augusto Testa, astronome amateur italien.
- Scott Tremaine, astronome canadien.

## Décès
- 11 décembre : Leslie Comrie (né en 1893), astronome et pionnier de l'informatique britannique, d'origine néo-zélandaise.
- 21 décembre : Edwin Foster Coddington (né en 1870), astronome américain.
- Joanny-Philippe Lagrula (né en 1870), astronome français.